# Colibrí de Julie
El colibrí de Julie (Chlorestes julie) és una espècie d'ocell de la família dels troquílids (Trochilidae) que ha estat considerada l'única espècie del gènere Damophila o del gènere Juliamyia.

## Descripció
- Petit ocell que fa 8,1 cm de llarg incloent el bec, que fa uns 13 mm. Presenta dimorfisme sexual. Femella una mica menor.
- Mascle verd brillant pel dors. Capell i gola verd daurat. Pit i abdomen en tons blaus. Cua negre blavós.
- Femella verda per sobre. Gola i pit gris clar amb alguns punts violeta. Ventre blanquinós.

## Hàbitat i distribució
Habita la selva humida i altres formacions boscoses del centre i est de Panamà, nord i centre de Colòmbia, oest de l'Equador i nord-oest del Perú.